# Benedeto Pesaro
Benedeto Pesaro, italijanski admiral, * 1422 ali 1433, † 1503.